# 티엔흐우
티엔흐우(베트남어: Thiên Hựu / 天祐 천우 / 1557년)는 베트남 후 레 왕조(後黎朝) 영종(英宗) 레 주이 방(黎維邦)의 첫번째 연호이다.
- 찐 주 군주(섭정) : 찐끼엠(鄭檢)
- 버우 주 군주 : 부반우옌(武文淵) → 부반멋(武文密)

## 개원
- 투언빈(順平) 8년 1월 24일[1](율리우스력 1556년 3월 5일)에 연호를 티엔흐우(天祐)로 정하고, 다음 해 1월 1일[2](율리우스력 1557년 1월 30일)에 개원함.[3][4]

- 티엔흐우(天祐) 원년(1557년) 10월에 연호를 찐찌(正治)로 정하고, 다음 해 1월 1일[5](율리우스력 1558년 1월 20일)에 개원함.[3][4]

## 연대 대조표
| 티엔흐우 | 서기 (西紀) | 간지 (干支) | 막 왕조 연호     | 명나라 연호     |
| 원년     | 1557년      | 정사 (丁巳) | 꽝바오(光寶) 3년 | 가정(嘉靖) 36년 |

## 동시대 연호

### 베트남
막 왕조(莫朝)
- 꽝바오(光寶) (1555년 ~ 1564년)

### 중국
명(明)
- 가정(嘉靖) (1522년 ~ 1566년)

### 일본
- 고지(弘治) (1555년 ~ 1558년)

## 같이 보기
- 다른 왕조의 같은 연호
  - 당(唐) 천우(天祐, 904년 ~ 907년)
  - 대리국(大理國) 천우(天祐, 1091년 ~ 1094년)

- 베트남의 연호